# António Faria
António Faria (Amarante, 18 de dezembro de 1942 (82 anos)) é um cineasta português.

## Biografia
Depois de ter frequentado o curso de Direito nas Faculdades de Direito da Universidade de Coimbra e de Lisboa, António Faria licenciou-se em História pela Faculdade de Letras da Universidade de Lisboa.
Enquanto estudante foi membro da Casa dos Estudantes do Império.
A sua atividade profissional orientou-se para o cinema tendo realizado os seguintes filmes:
- Índia (1972)[2]
- Sertório (1976)[3]
- Os Flagelados do Vento Leste (1986)[2][4]
  - Adaptação da obra de Manuel Lopes
- Um Dia Feliz (2011)[2][1]

Como realizador da Radiotelevisão Portuguesa foi autor de documentários, filmes e programas como:
- A Chafarica (1970)
- A Terra da Ermelinda (1971)
- Catarina Eufémia (1974)
- Anna Plácido (1977)
- Teixeira de Pascoaes (1977)
- Querida Júlia (1978)
- O Homem que Matou o Diabo ((1978)
- Descobri (1979)
- José Afonso Canta (1979)
- O Desertor (1979)
- Edmundo Pedro, Memória da Fuga do Campo do Tarrafal (1996)
- O Grande Lagar da Ira (1997).[5]

## Algumas obras em livro
- Emenda e soneto. Mem Martins : Europa-América, 1987.
- Consciência crítica do cinema em Portugal. Baixa da Banheira : Manuel Miranda, 1973.
- A Casa dos Estudantes do Império : itinerário histórico. Lisboa : Câmara Municipal-Biblioteca Museu República e Resistência, 1995.
- Linha estreita de liberdade : a Casa dos Estudantes do Império. Lisboa : Colibri, 1997. ISBN 972-8288-78-6
- Fumos de glória. Lisboa : Colibri, 1998.
- Uma página da história de Angola : morte de Mutu-Ya-Kevela e aniquilamento da revolta do Bailundo (1902) numa leitura do relatório do tenente Pais Brandão. Lisboa : Centro de História da Universidade de Lisboa, 1997.
- Conceção de história e prática política : o Abade Correia da Serra (1751-1823). Serpa : Câmara Municipal, 2001.
- Introdução ao cinema angolano. Huambo : A. J. Faria. 1965.
- Obra ao branco : estudo de historiografia angolana. Lisboa : Universitária, 2002. ISBN 972-700-379-6.[6]